# الاحتجاجات الإندونيسية 2019
الاحتجاجات الإندونيسية 2019 هي سلسلة من الاحتجاجات الجماهيرية بقيادة الطلاب وقعت في المدن الكبرى في إندونيسيا في ابتداءً من 23 سبتمبر 2019م، للاحتجاج على التشريعات الجديدة التي تقلل من سلطة لجنة القضاء على الفساد، وكذلك العديد من مشاريع القوانين بما في ذلك قانون العقوبات الجديد الذي يعاقب ممارسة الجنس خارج إطار الزواج والتشهير ضد الرئيس. يتألف المتظاهرون من طلاب معظمهم من أكثر من 300 جامعة، وبدون ارتباط بأي أحزاب أو مجموعات سياسية معينة. كانت الاحتجاجات أبرز حركة طلابية في إندونيسيا منذ أعمال الشغب التي اندلعت عام 1998 والتي أسقطت نظام سوهارتو.
في العديد من المدن بما في ذلك جاكرتا وباندونغ وبادنغ، اشتبك المتظاهرون مع الشرطة الوطنية الإندونيسية، مما أدى إلى قيام شرطة مكافحة الشغب بإطلاق الغاز المسيل للدموع وخراطيم المياه. في العاصمة جاكرتا أكدت الشرطة أن ما لا يقل عن 254 طالبًا و39 من ضباط الشرطة أصيبوا أو يتلقون العلاج في المستشفيات. في كنداري في سولاوسي الجنوبية توفي طالبان أحدهما يُزعم أنه أُصيب بالرصاص أثناء الاشتباك العنيف. توفي ثلاثة محتجين آخرين في جاكرتا.

## خلفية